# International Challenger Zhangjiagang 2025
Der International Challenger Zhangjiagang 2025 ist ein Tennisturnier, das vom 25. bis 31. August 2025 in Zhangjiagang stattfindet. Es ist Teil der ATP Challenger Tour 2025 und wird im Freien auf Hartplatz ausgetragen.
Das Teilnehmerfeld der Einzelkonkurrenz besteht aus 32 Spielern, jenes der Doppelkonkurrenz aus 16 Paaren.

## Qualifikation
Die Qualifikation findet am 24. und 25. August 2025 statt. Ausgespielt werden sechs Qualifikationsplätze, die zur Teilnahme am Hauptfeld des Turniers berechtigen.